# Yogyakartaprinciperna
Yogyakartaprinciperna (Yogyakartaprinciperna om tillämpning av det internationella skyddet av de mänskliga rättigheterna vad gäller sexuell läggning och könsidentitet) är en uppsättning internationella principer som rör sexuell läggning och könsidentitet avsedda att hantera dokumenterade bevis på missförhållanden, t.ex. våld, trakasserier, diskriminering, uteslutning, stigmatisering, sterilisering. Principerna slår vidare fast att fördomar undergräver integriteten och värdigheten hos homosexuellas, bisexuellas, transpersoners och queeras (HBTQ-personers) rättigheter och vidare även intersexuellas rättigheter. Man vill även arbeta mot en värld utan stereotypa roller för män och kvinnor och där var och en skyddas mot bl.a. människohandel, hemlöshet, hedersmord och inhuman behandling i fängelser.
Grunddragen fastställdes vid ett möte med Internationella Juristkommissionen och människorättsexperter från flera länder på Gadjah Mada University på Java mellan den 6 och 9 november 2006. Principerna består av 29 punkter "som antogs enhälligt av experterna tillsammans med rekommendationer till regeringar, regionala mellanstatliga organisationer, civilsamhället och till FN".
Principerna är uppkallade efter Yogyakarta, den minsta provinsen i Indonesien på Java. Bland de som skrivit under dokumentet finns Mary Robinson, Manfred Nowak, Martin Scheinin och Wan Yanhai. Principerna var avsedda att vara, och har också blivit, världsomfattande riktlinjer för mänskliga rättigheter.

## Sverige
Sedan 2007 stöder Sverige principerna och 2010 översatte regeringen principerna till svenska. 2019 fick Sverige dock kritik i en granskning av FN för att inte följa principerna. Bland annat kritiserades att transpersoner var tvungna att genomgå obligatorisk könsbekräftande vård för att byta juridiskt kön, något som inte följer Yogyakartaprinciperna.